# Mendelssohn-Ufer

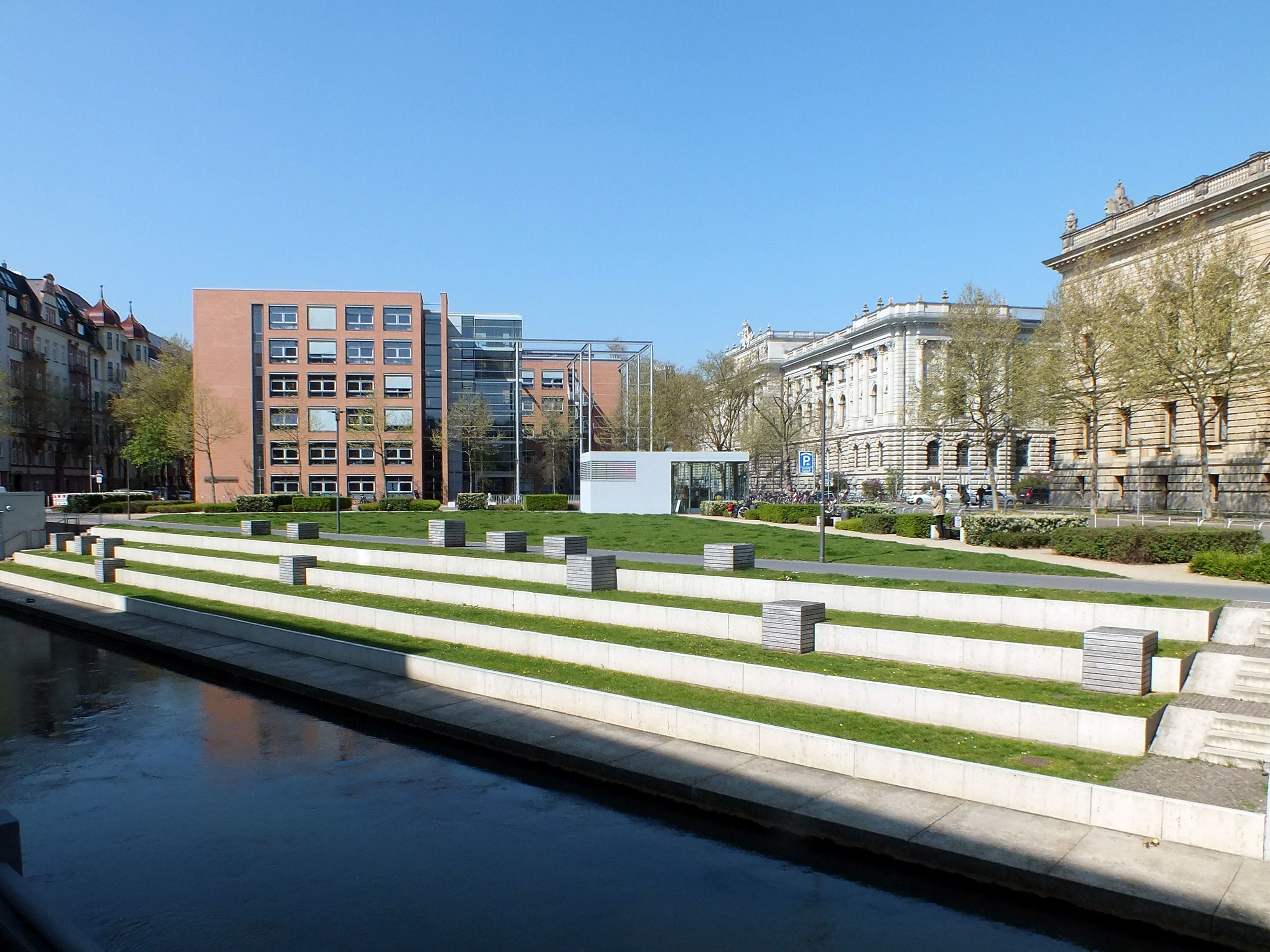
Mendelssohn-Ufer (2016)

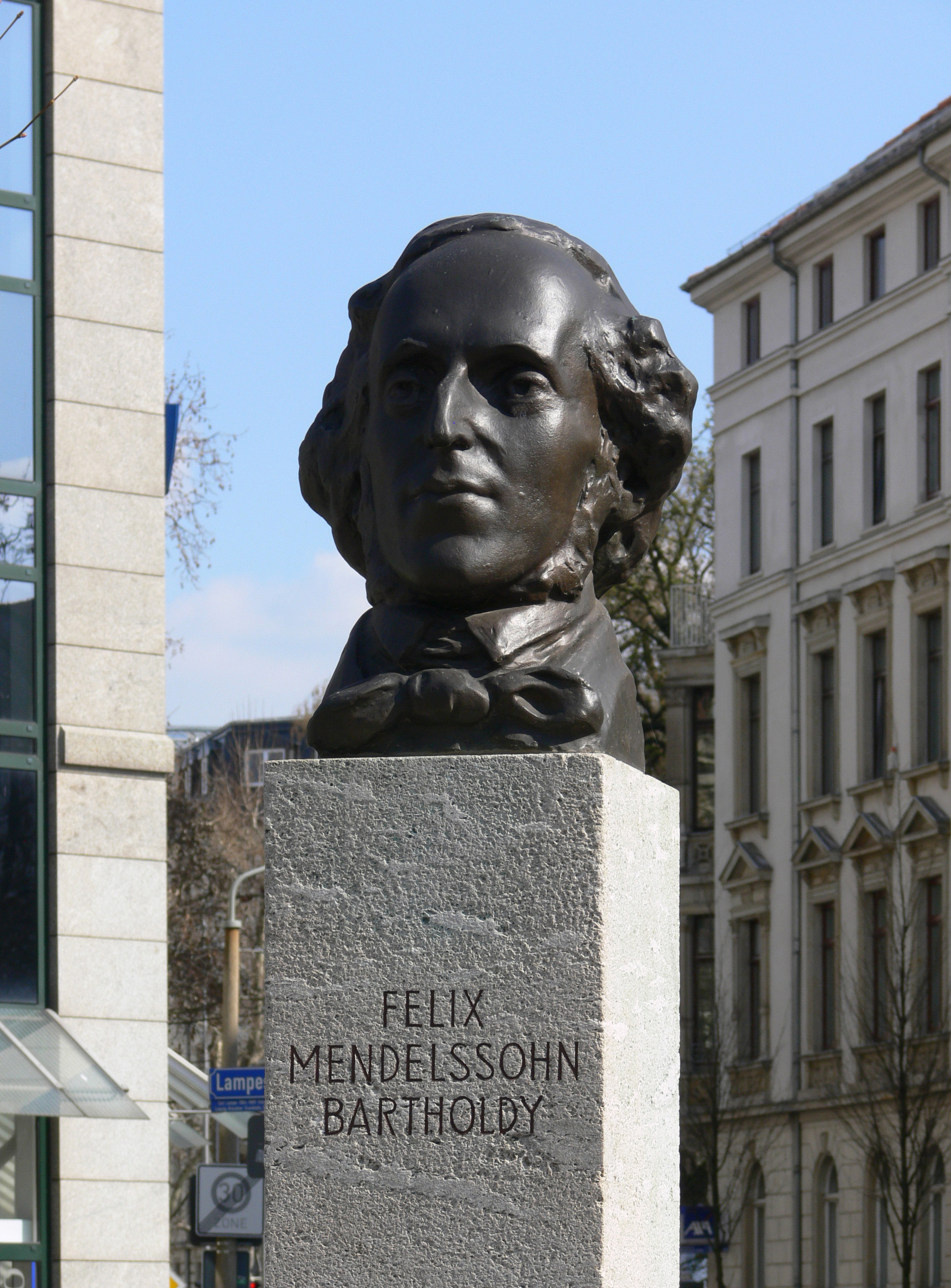
Mendelssohn-Büste von Walter Arnold (2010)

Das Mendelssohn-Ufer ist eine Grünanlage im Leipziger Musikviertel zwischen der Beethoven- und der Mozartstraße an dem dort von 2006 bis 2007 wieder geöffneten Pleißemühlgraben.
An der Stelle des von 1999 bis 2002 errichteten klinkerverblendeten Neubaus des Geisteswissenschaftlichen Zentrums der Universität Leipzig befand sich bis zu seiner Bombardierung im Zweiten Weltkrieg das Neue Concerthaus, auch zweites Leipziger Gewandhaus. Davor stand seit 1892 das Mendelssohn-Denkmal, das 1936 von den nationalsozialistischen Machthabern beseitigt wurde. Diesen Umstand berücksichtigend und dem für das Leipziger Musikleben bedeutenden Komponisten Felix Mendelssohn Bartholdy (1809–1847) Reverenz erweisend wurde der Name gewählt.
Am Mendelssohn-Ufer erinnern an Mendelssohn aktuell zwei Dinge. An der Südwestecke des Platzes wurde die Mendelssohn-Büste von Walter Arnold (1909–1979) aufgestellt, die von 1947 bis 1967 vor der Ruine des Konzerthauses stand. Das Nordufer des Pleißemühlgrabens wurde stufenförmig gestaltet und mit hölzernen Sitzelementen bestückt. Sieht man die Stufen als Notenlinien an, dann entspricht die scheinbar wahllose Anordnung der Holzelemente den Noten des Anfangsthemas des ersten Satzes aus Mendelssohns Violinkonzert e-Moll.
Die Grünanlage des Platzes wurde als Abschluss des Baus einer dreietagigen Tiefgarage unter ihm angelegt. Eine Außenwand der Tiefgarage bildet gleichzeitig eine Ufermauer des Pleißemühlgrabens. Die dreieckige Wiesenfläche des Platzes wird von Buschpflanzungen entlang der Beethovenstraße und hinter der Garageneinfahrt gesäumt, wobei letztere als unregelmäßig hohe rechteckige Streifen angeordnet sind. Den Südrand der Wiese bildet ein Fußweg.